# Steinweg 2 (Quedlinburg)

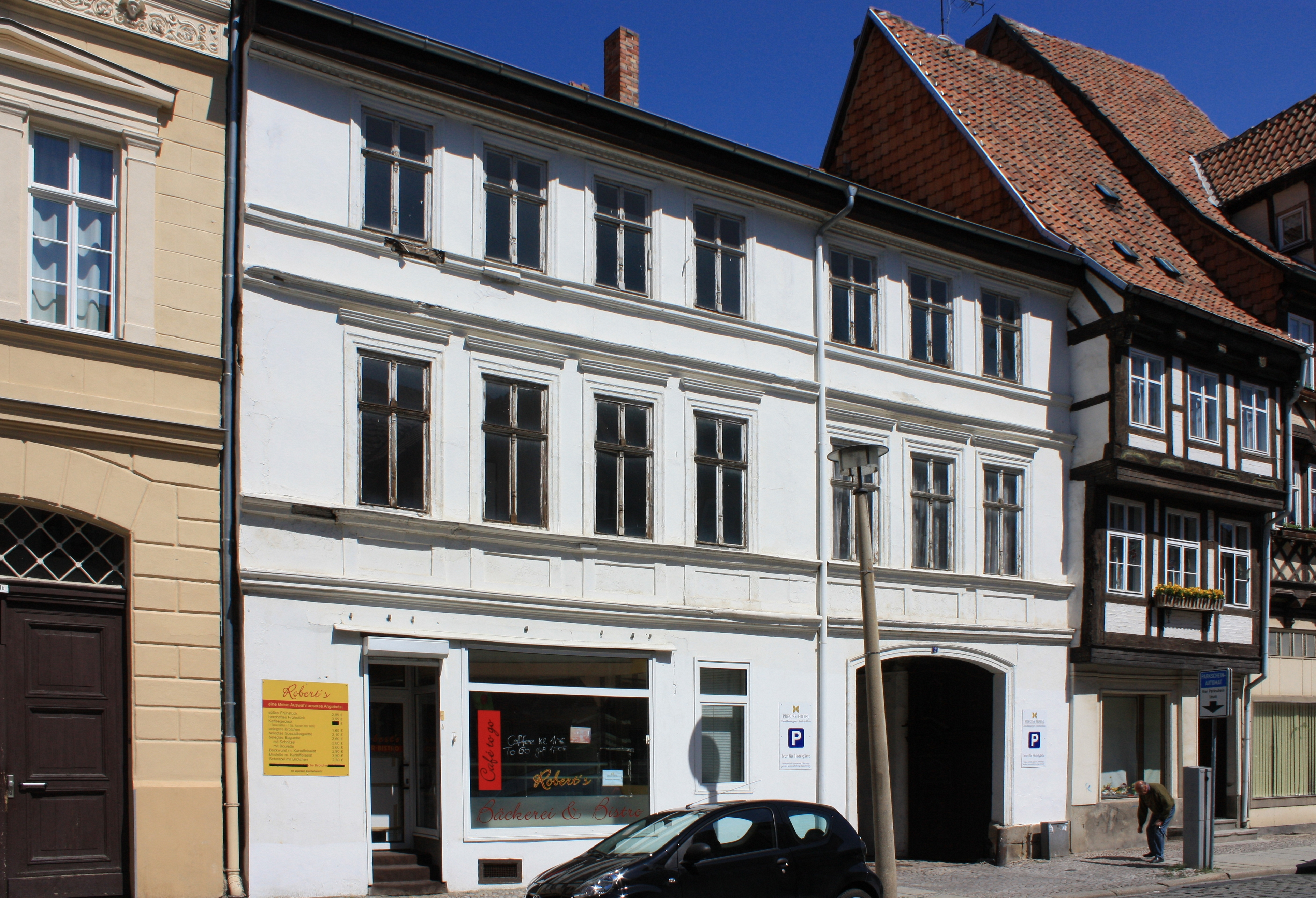
Haus Steinweg 2

Das Haus Steinweg 2 ist ein denkmalgeschütztes Gebäude in der Stadt Quedlinburg in Sachsen-Anhalt.

## Lage
Das im Quedlinburger Denkmalverzeichnis als Ackerbürgerhof eingetragene Gebäude befindet sich in der historischen Neustadt Quedlinburgs auf der Nordseite des Steinwegs und gehört zum UNESCO-Weltkulturerbe. Auf der Westseite grenzt das gleichfalls denkmalgeschützte Haus Steinweg 1a, 1b, östlich das Haus Steinweg 3 an.

## Architektur und Geschichte
Das Wohngebäude des Hofs entstand in der Zeit um 1730 und ist in seinem Kern barock. Zum Anwesen gehört eine schöne Toranlage. In der Mitte des 19. Jahrhunderts wurden die Fenster vergrößert. Zugleich wurde die Fassade verputzt. In dieser Zeit entstand auf der Westseite des Hofs ein Wirtschaftsflügel der über eine zweigeschossige Galerie verfügt.
Das Innere des Gebäudes wurde um 1920/1930 erneuert.